# توبيراتينس
توبيراتينس بلدية في ولاية توكانتينس في المنطقة الشمالية من البرازيل.